# 竹部歩美
竹部 歩美（たけべ あゆみ）は、日本の言語学者（国語学・国語史）。博士（文学）（國學院大學・2003年）。静岡県立大学国際関係学部准教授・大学院国際関係学研究科准教授。
國學院大學大学院特別研究員、独立行政法人国立国語研究所情報資料部門文献情報グループ研究補佐員、首都大学東京大学院人文科学研究科助教などを歴任。

## 来歴

### 生い立ち
新潟県出身。國學院大學に進学、同文学部第II部文学科に在籍、1997年3月、同大學を卒業。その後、同大学院文学研究科に進学、1999年3月、國學院大學大学院博士課程前期修了。さらに、2003年3月、同大學大学院博士課程後期修了にともない、博士（文学）の学位を取得。学位論文の題は「古代日本語における接続表現の研究」。

### 研究者として
大学院修了後は、2003年4月より2004年3月にかけて、國學院大學大学院特別研究員を務めた。また、2003年4月からは、國學院大學文学部講師を兼任。なお、2003年4月から2005年3月にかけて、東京学芸大学教育学部非常勤講師を兼任。2003年9月、独立行政法人国立国語研究所情報資料部門文献情報グループ研究補佐員となり、2007年3月まで同職を務めた。2006年9月から2010年9月にかけて、麗澤大学外国語学部非常勤講師を兼任。この頃より、特許庁審査官補養成コース研修講師を兼任。2007年4月、首都大学東京人文科学研究科助教に就任、主として人間科学専攻の講義を担当、2010年3月まで首都大学東京にて同職を務めた。なお、2008年9月から2011年3月にかけて、立正大学文学部非常勤講師を兼任した。2010年4月、静岡県立大学国際関係学部講師に就任、主として国際言語文化学科の講義を担当。また、同大学の大学院国際関係学研究科講師を兼務、主として比較文化専攻の講義を担当した。

## 研究
専門は言語学。国語学や国語史を研究する中、特に平安時代における和文の語彙や語法の研究に取り組む。具体的な例としては、『源氏物語』を題材として取り上げ、それを通じて当時の語彙や語法についての研究を試みる。また、古代から現代にかけての日本語文法を研究する。また、国学者である石塚龍麿が著した『仮名遣奥山路』を翻刻したことでも知られる。『仮名遣奥山路』は江戸時代に著されたが、版行されなかったため写本しか伝わっておらず、活字化されたのは1929年に「日本古典全集」シリーズに採録された『仮字遣奥山路』が唯一の例であった。この「日本古典全集」に収録された『仮字遣奥山路』は、国文学者の正宗敦夫が編纂・校訂を手掛けており、言語学者の橋本進吉の写本に基づいて翻刻したとされている。しかし、「日本古典全集」の『仮字遣奥山路』に対しては、本文の脱落、出典の異同、写本との漢字表記の差異といった、さまざまな問題点が指摘されていた。こうした背景から、竹部は橋本の写本に基づいて、改めて一から『仮名遣奥山路』を翻刻した。そのほか、文法などに関する専門書を上梓したが、それだけでなく、日本漢字能力検定に関する問題集の監修なども手掛けている。
日本語学会、近代語学会、解釈学会、國學院大學国語研究会、國學院大學院友学術振興会、首都大学東京／東京都立大学日本語・日本語教育研究会、東京都立大学国語国文学会などに所属。

## 略歴
- 1997年 - 國學院大學文学部第II部卒業。
- 1999年 - 國學院大學大学院文学研究科博士課程前期修了。
- 2003年 - 國學院大學大学院文学研究科博士課程後期修了。
- 2003年 - 國學院大學大学院特別研究員。
- 2003年 - 國學院大學文学部講師。
- 2003年 - 東京学芸大学教育学部講師。
- 2003年 - 国立国語研究所情報資料部門文献情報グループ研究補佐員。
- 2006年 - 麗澤大学外国語学部講師。
- 2007年 - 首都大学東京大学院人文科学研究科助教。
- 2008年 - 立正大学文学部講師。
- 2010年 - 静岡県立大学国際関係学部講師。
- 2010年 - 静岡県立大学大学院国際関係学研究科講師。
- 2018年10月 - 静岡県立大学国際関係学部准教授（現在に至る）

## 著作

### 共著
- 浅川哲也・竹部歩美著『歴史的変化から理解する現代日本語文法』おうふう、2014年。ISBN 9784273036836

### 分担執筆
- 国立国語研究所編『国語年鑑』2003年版、大日本図書、2003年。ISBN 447701662X
- 国立国語研究所編『国語年鑑』2004年版、大日本図書、2004年。ISBN 4477018452
- 国立国語研究所編『国語年鑑』2005年版、大日本図書、2005年。ISBN 4477018789
- 国立国語研究所編『国語年鑑』2006年版、大日本図書、2006年。ISBN 4477019033

### 監修
- 浅川哲也・竹部歩美監修『出る順＋出題形式別漢字検定2級問題集』ナツメ社、2009年。ISBN 9784816347566
- 浅川哲也・竹部歩美監修『出る順＋出題形式別漢字検定準2級問題集』ナツメ社、2009年。ISBN 9784816347573
- 浅川哲也・竹部歩美監修『出る順＋出題形式別漢字検定3級問題集』ナツメ社、2009年。ISBN 9784816347580
- 浅川哲也・竹部歩美監修『出る順＋出題形式別漢字検定4級問題集』ナツメ社、2009年。ISBN 9784816347597

### その他
- 『竹部歩美提出学位請求論文「古代日本語における接続表現の研究」審査報告書』国学院大学、2003年。

### 註釈
1. ↑  のちに大学共同利用機関法人である人間文化研究機構が設置する大学共同利用機関となる。
2. ↑  『仮名遣奥山路』は、「仮字用格奥能山路」「仮字遣奥山路」とも表記される。たとえば、正宗敦夫の編纂・校訂した書籍（石塚竜麿著、正宗敦夫編纂・校訂『仮字遣奥山路』上巻、日本古典全集刊行会、1929年）では「仮字遣奥山路」と表記しているが、竹部歩美の翻刻した論文（竹部歩美翻刻「石塚龍麿『仮名遣奥山路』上・東大蔵橋本進吉写本（翻刻）」『新國學』復刊5号、國學院大學院友学術振興会、2013年）では「仮名遣奥山路」と表記している。

## 関連人物
- 石塚龍麿